# Zernikepolynoom

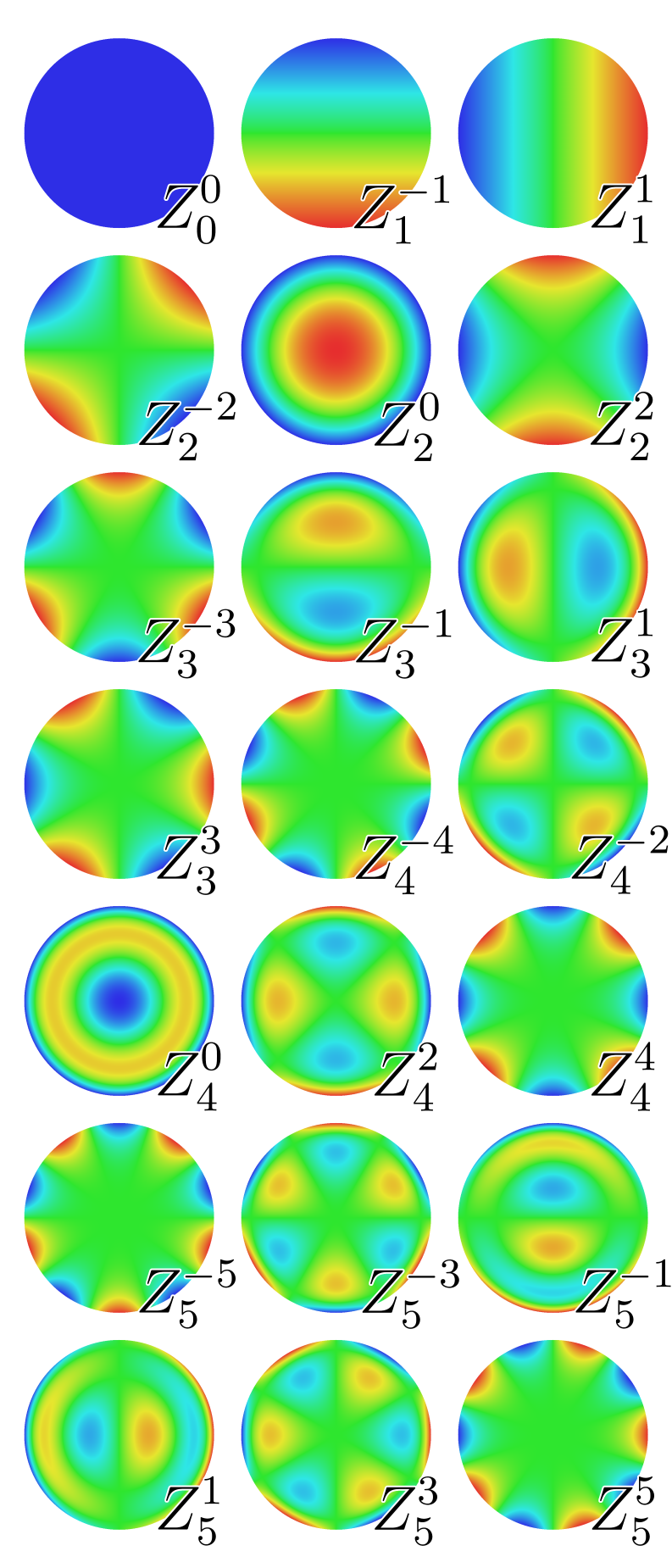
Grafische weergave van zernikepolynomen op de eenheidsschijf

Zernikepolynomen zijn in de wiskunde en de geometrische optica polynomen die onderling orthogonaal  zijn over de eenheidsschijf. Zij zijn genoemd naar Frits Zernike, die deze polynomen afleidde. Zernikepolynomen worden gebruikt als reeksontwikkeling voor de berekening van golffronten voor optische apparaten of ogen met een cirkelvormige in- of uittreepupil.

## Definities
Er zijn even en oneven zernikepolynomen. De even polynomen zijn gedefinieerd als
{\displaystyle Z_{n}^{m}(\rho ,\varphi )=R_{n}^{m}(\rho )\,\cos(m\,\varphi )}
en de oneven als
{\displaystyle Z_{n}^{-m}(\rho ,\varphi )=R_{n}^{m}(\rho )\,\sin(m\,\varphi ),}
waarin {\displaystyle m} en {\displaystyle n} niet-negatieve gehele getallen zijn, met {\displaystyle n\geq m}. Het getal {\displaystyle \rho } is de genormaliseerde radiale afstand en {\displaystyle \varphi } is de azimutale hoek in radialen. De radiale polynomen {\displaystyle R} zijn gedefinieerd als
{\displaystyle R_{n}^{m}(\rho )=\sum _{k=0}^{(n-m)/2}\,{\frac {(-1)^{k}\,(n-k)!}{k!\,((n+m)/2-k)!\,((n-m)/2-k)!}}\;\rho ^{n-2\,k}}
of
{\displaystyle R_{n}^{m}(\rho )={\frac {\Gamma (n+1)\,{}_{2}F_{1}(-{\frac {1}{2}}(|m|+n),{\frac {1}{2}}(|m|-n);-n;\rho ^{-2})}{\Gamma ({\frac {1}{2}}(2+n+m))\Gamma ({\frac {1}{2}}(2+n-m))}}\rho ^{n}}
voor {\displaystyle n-m} even, en zijn identiek gelijk aan 0 voor {\displaystyle n-m} oneven. {\displaystyle \Gamma } is de gammafunctie en {\displaystyle {}_{2}F_{1}} de hypergeometrische functie.
Voor de radiële functies geldt de orthogonaliteitsrelatie over de eenheidsschijf
{\displaystyle \int _{0}^{1}R_{n}^{m}(\rho )R_{p}^{m}(\rho )\rho {\rm {d}}\rho ={\frac {1}{2(n+1)}}\delta _{np}R_{n}^{m}(1),}
met {\displaystyle \delta _{np}} de Kroneckerdelta.

## Voorbeelden
De eerste zernikepolynomen zijn:
{\displaystyle R_{0}^{0}(r)=1}
{\displaystyle R_{1}^{1}(r)=r}
{\displaystyle R_{2}^{0}(r)=2r^{2}-1}
{\displaystyle R_{2}^{2}(r)=r^{2}}
{\displaystyle R_{3}^{1}(r)=3r^{3}-2r}
{\displaystyle R_{3}^{3}(r)=r^{3}}
{\displaystyle R_{4}^{0}(r)=6r^{4}-6r^{2}+1}
{\displaystyle R_{4}^{2}(r)=4r^{4}-3r^{2}}
{\displaystyle R_{4}^{4}(r)=r^{4}}
{\displaystyle R_{5}^{1}(r)=10r^{5}-12r^{3}+3r}
{\displaystyle R_{5}^{3}(r)=5r^{5}-4r^{3}}
{\displaystyle R_{5}^{5}(r)=r^{5}}
{\displaystyle R_{6}^{0}(r)=20r^{6}-30r^{4}+12r^{2}-1}
{\displaystyle R_{6}^{2}(r)=15r^{6}-20r^{4}+6r^{2}}
{\displaystyle R_{6}^{4}(r)=6r^{6}-5r^{4}}
{\displaystyle R_{6}^{6}(r)=r^{6}}

## Toepassingen
- Bij de vervaardiging van precisie-optiek worden zernikepolynomen gebruikt om door interferometrische analyses hogere-ordefouten te karakteriseren en de gewenste nauwkeurigheid te bereiken.
- Afwijkingen van het hoornvlies of van de ooglens ten opzichte van de ideale bolvorm, die afbeeldingsfouten veroorzaken, worden in de optometrie en de oogheelkunde beschreven met deze functies.
- Ook worden zij toegepast in adaptieve optiek, waar zij kunnen worden gebruikt om vertekening (golffrontvervorming) door atmosferische turbulentie te compenseren. Bekende toepassingsgebieden hiervoor zijn astronomie en spionagesatellieten. Zo wordt een van de zerniketermen (voor {\displaystyle m=0,n-2}) de „ontfocus”-term genoemd.[1] Door de uitgangswaarde van deze term te koppelen aan een regelsysteem, kan automatische scherpstelling worden gerealiseerd.
- Het Nederlandse bedrijf ASML past zernikepolynomen toe bij het doorrekenen van hun wafersteppers, die met behulp van UV-lithografie maskers afbeelden op silicium wafers, bedekt met een lichtgevoelige laag, voor het vervaardigen van chips.
- Een andere toepassing van zernikepolynomen ligt in de „Extended Nijboer-Zernike”-theorie (ENZ) voor diffractie en aberraties.
- Zernikepolynomen worden veelvuldig gebruikt als basisfuncties voor zogenaamde beeldmomenten in de beeldanalyse (bijvoorbeeld voor OCR).